# وست ورتينغ (كامبريدجشير)
وست ورتينغ (بالإنجليزية: West Wratting)‏ هي قرية و أبرشية مدنية تقع في المملكة المتحدة في إنجلترا. يقدر عدد سكانها بـ 436 نسمة .